# Túnel bañados de Rocha
El Túnel Bañados de Rocha es un túnel ferroviario de Uruguay, ubicado en la localidad de Paso del Cerro en el  departamento de Tacuarembó. Es considerado el único túnel ferroviario del país, y por tanto cuenta con la declaración de Monumento Histórico Nacional. 

## Construcción

Con motivo de la construcción del ramal ferroviario que conectaría los departamentos de Tacuarembó y Rivera, en 1891 los ingenieros del Central Uruguay Railway Company debieron, entre otras cosas perforar una enorme cuchilla rocosa que se interponia en el trazado de la vía, para así comenzar la construcción de un túnel de doscientos metros de largo. Finalmente, el 5 de febrero de 1892 el túnel fue inaugurado sobre el Bañado de Rocha, localidad cercana a Paso del Cerro y sobre el kilómetro 466 de la vía férrea.